# 预序范畴
在数学领域，预序范畴（记为Ord）指以全体预序集为对象、其上的全体单调函数为态射的范畴。由于任意单调函数的复合还是单调函数，故其满足构成范畴的前提条件。
Ord的单态射为单射单调函数。
Ord的始对象是空集（空集为预序集），终对象为任意单元素预序集。Ord无零对象。
Ord上的积为笛卡儿积和其上的积序所构成的预序集。
存在从Ord到Set上的遗忘函子。把预序集映射为该集合，把单调函数映射为函数。该遗忘函子为一忠实函子，故Ord为具体范畴。